# 금정중학교 (경기)
금정중학교(衿井中學校)는 대한민국 경기도 군포시 금정동에 있는 공립 중학교이다.

## 학교 연혁
- 1993년 1월 11일 : 금정중학교 설립 인가(남녀공학 36학급)
- 1993년 9월 1일 : 금정중학교 개교(전입학생 96명)
- 1993년 9월 1일 : 초대 정문조 교장 취임
- 1996년 2월 15일 : 제1회 졸업(519명)
- 2023년 9월 1일 : 제12대 임선순 교장 취임
- 2024년 1월 9일 : 제29회 졸업식(130명) 【전체 11,203명】
- 2024년 3월 4일 : 입학식(6학급 143명)

## 참고 자료
- 금정중학교 - 한국교육학술정보원 학교알리미